# José Luiz Pereira
Zé Luiz, właśc. José Luiz Pereira (ur. 5 lipca 1943 w Rio de Janeiro) – piłkarz brazylijski, występujący na pozycji obrońcy.

## Kariera klubowa
W czasie kariery piłkarskiej Zé Luiz grał w klubie Fluminense Rio de Janeiro. Z Fluminense zdobył mistrzostwo stanu Rio de Janeiro – Campeonato Carioca w 1964 roku.

## Kariera reprezentacyjna
W 1964 roku Zé Luiz uczestniczył w Igrzyskach Olimpijskich w Tokio. Na turnieju Zé Luiz był podstawowym zawodnikiem i wystąpił we wszystkich trzech meczach grupowych reprezentacji Brazylii z Egiptem, Koreą Południową i Czechosłowacją.